# Liste der Naturdenkmale in Oschatz

Wappen von Oschatz

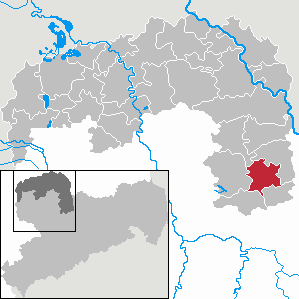
Lage von Oschatz

In der Liste der Naturdenkmale in Oschatz werden die Einzel-Naturdenkmale, Geotope und Flächennaturdenkmale in der nordsächsischen Gemeinde Oschatz und ihren Ortsteilen Altoschatz, Fliegerhorst, Leuben, Limbach, Lonnewitz, Mannschatz, Merkwitz, Oschatz, Rechau, Schmorkau, Thalheim, Zöschau aufgeführt.
Bisher sind lt. Quellen 4 Einzel-Naturdenkmale, 1 Geotope und 4 Flächennaturdenkmale bekannt und hier aufgelistet.
Die Angaben der Liste basieren auf Daten des Geoportals Sachsenatlas und den Daten auf dem Geoportal Nordsachsen.

## Definition
„Gesetz über Naturschutz und Landschaftspflege (BNatSchG), § 28 Naturdenkmäler:
 Naturdenkmäler sind rechtsverbindlich festgesetzte Einzelschöpfungen der Natur oder entsprechende Flächen bis zu fünf Hektar, deren besonderer Schutz erforderlich ist
1. aus wissenschaftlichen, naturgeschichtlichen oder landeskundlichen Gründen oder
2. wegen ihrer Seltenheit, Eigenart oder Schönheit.“

„SächsNatSchG, § 18 Naturdenkmäler (zu § 28 BNatSchG):
1. Die Erklärung nach § 22 Abs. 1 BNatSchG von Teilen von Natur und Landschaft als Naturdenkmal erfolgt durch Rechtsverordnung oder Einzelanordnung.
2. Über § 28 Abs. 1 BNatSchG hinaus können Naturdenkmäler zur Sicherung von Lebensgemeinschaften oder Lebensstätten von im Bestand gefährdeten oder streng geschützten Arten festgesetzt werden.“

## Legende
- Bild: zeigt ein vorhandenes Foto des Naturdenkmals.
- ND/GEO/FND-Nr: zeigt die jeweilige Nr. des Objekts – ND (Einzel-)Naturdenkmal, GEO Geotope oder FND (Flächen-Naturdenkmal)
- Beschreibung: beschreibt das Objekt näher
- Koordinaten: zeigt die Lage auf der Karte
- Quelle: Link zur Referenzquelle

## (Einzel-)Naturdenkmale (ND)
| Bild           | ND-Nr.   | Ortsteil | Alter    | Beschreibung | Koordinaten                 | Quellen |
| -------------- | -------- | -------- | -------- | --- | --------------------------- | ------- |
| Weitere Bilder | nso: 280 | Merkwitz | unbek.   | die Winterlinde (Tilia cordata) in Merkwitz steht am Bachlauf des Merkwitzer Wassers auf dem Gelände des Grundstücks Schmiedeweg 8                                                                     | 51° 19′ 4″ N, 13° 5′ 2″ O   | nso280  |
| Weitere Bilder | nso: 286 | Oschatz  | ca. 1853 | die Platane (Platanus acerifolia) in der Bahnhofstraße neben Hauptpost wurde wegen ihrer besondere Größe unter Schutz gestellt.                                                                        | 51° 18′ 4″ N, 13° 6′ 23″ O  | nso286  |
| Weitere Bilder | nso: 286 | Oschatz  | ca. 1853 | die Esche (Fraxinus excelsior) in der Bahnhofstraße neben Hauptpost wurde wegen ihrer besondere Größe unter Schutz gestellt.                                                                           | 51° 18′ 4″ N, 13° 6′ 24″ O  | nso286  |
| Weitere Bilder | nso: 287 | Oschatz  | ca. 1753 | die Flatterulme (Ulmus laevis) steht auf einem Privatgelände in der Dresdner Straße 11 mit ca. 4 m Umfang, einer Höhe von ca. 28 m wurde sie wegen ihres Alters und ihres Größe unter Schutz gestellt. | 51° 17′ 52″ N, 13° 6′ 48″ O | nso287  |

## Geotope (Geologische Naturdenkmale)
| Bild           | Nr.      | Ortsteil   | Alter      | Beschreibung | Koordinaten                 | Quellen |
| -------------- | -------- | ---------- | ---------- | --- | --------------------------- | ------- |
| Weitere Bilder | nso: 308 | Altoschatz | 100.000 J. | das Geotop Felsenklippen in Sandgrube Altoschatz bezeichnet die deutlich erkennbaren Gletscherschrammen (Gletscherschliffe) an einem Vorkommen von Rochlitzer Quarzporphyr | 51° 17′ 37″ N, 13° 5′ 37″ O | nso308  |

## Flächennaturdenkmale
| Bild           | FND-Nr.  | Ortsteil   | Größe  | Beschreibung | Koordinaten                 | Quellen       |
| -------------- | -------- | ---------- | ------ | --- | --------------------------- | ------------- |
| Weitere Bilder | tdo: 347 | Merkwitz   | 3,25ha | die Bachwiesen (Wellerswalde) im Norden von Merkwitz stehen wegen eines naturnahen Abschnittes der Luppa unter besonderen Schutz. Vom Flächennaturdenkmal liegt nur der südliche Teil auf der Gemarkung Merkwitz, größtenteils befindet sich das Gebiet auf der Gemarkung Wellerswalde in der Gemeinde Liebschützberg am Nordufer der Luppa.                 | 51° 19′ 56″ N, 13° 4′ 17″ O | tdo347 nso215 |
| Bild gesucht   | tdo: 351 | Leuben     | 6,69ha | das Leubener Holz im Auebereich der Döllnitz wurde wegen des Erhalt eines naturnahen Eichen-Hainbuchenwaldes und dem Schutz der ausgeprägten Frühjahrsgeophytenflur zum besonderen Schutzgebiet erklärt. | 51° 15′ 41″ N, 13° 4′ 48″ O | tdo351 nso242 |
| Weitere Bilder | tdo: 353 | Altoschatz | 0,34ha | das Gelände des Steinbruch Altoschatz nun als Flächennaturdenkmal ausgewiesen, mit einem zuvor als Geotop gekennzeichneten ca. 260–280 Mio. J. alten Vorkommen von Rochlitzer Quarzporphyr; der Zugang befindet sich direkt gegenüber dem Schwemmteich am Stranggraben.                                                                                      | 51° 17′ 29″ N, 13° 5′ 45″ O | tdo353 nso309 |
| Weitere Bilder | tdo: 354 | Lonnewitz  | 0,08ha | das als Brandschiefer Lonnewitz ausgewiesene Flächennaturdenkmal, beinhaltet ein zuvor als Geotop gekennzeichnete Brandschiefer-Vorkommen (ca. 260–280 Mio. J. alt) am alten Steinbruch im Osten von Lonnewitz und ist ein Steinkohlenbänkchen in einer Schicht aus Lonnewitzer Porphyrtuff und befindet sich innerhalb eines bebauten Gebiets neben der B6. | 51° 17′ 14″ N, 13° 8′ 45″ O | tdo354 nso315 |

## Ehemalige Naturdenkmale
| Bild         | Nr.      | Ortsteil | Alter    | Beschreibung | Koordinaten                 | Quellen |
| ------------ | -------- | -------- | -------- | --- | --------------------------- | ------- |
| Bild gesucht | nso: 307 | Rechau   | ca. 1703 | die Stieleiche (Quercus robur) in der Rechauer Straße „Am Mühlteich“ war als Landschaftsmarke unter Schutz gestellt. Seit 2021 ist der Baum nicht mehr vorhanden. Er wurde vom Blitz getroffen und durch Sturm beschädigt, nach weiterer Untersuchung wurde der Baum dann gefällt. | 51° 16′ 44″ N, 13° 8′ 56″ O | nso307  |